# Cristiano Doni
Cristiano Doni, född 1 april 1973, är en italiensk fotbollsspelare. Han förknippas framförallt med klubben Atalanta, där han spenderade en stor del av sin karriär.

## Karriär
Doni spelade i Modenas ungdomslag och säsongen 1992-1993 gjorde han sin debut i seniorlaget i Serie C.
Efter att ha spelat med Pistoiese och Bologna köptes han 1996 av Brescia, som under hans första säsong vann Serie B och flyttades upp till Serie A. Den 31 september 1997 gjorde han sin debut i Serie A.
Efter två säsonger i Brescia flyttade han sommaren 1998 till Atalanta, där han stannade till 2003. I Atalanta utvecklades Doni mycket som fotbollsspelare och blev också kallad till spel i det italienska landslaget, där han gjorde totalt 7 matcher.
Inför säsongen 2003-2004 lämnade han Atalanta och flyttade till Sampdoria, där han stannade i två säsonger. Efter det flyttade han till Mallorca, där han bara stannade en säsong.
Sommaren 2006 återvände Doni till Atalanta, där han senare också avslutade sin karriär som professionell fotbollsspelare 2012, med totalt 532 matcher och 140 mål.